# Union des communautés des Nouvelles-Hébrides
L’Union des communautés des Nouvelles-Hébrides est un parti politique des années 1970 dans le condominium des Nouvelles-Hébrides, colonie franco-britannique. Il fait partie de l'ensemble dit des « partis modérés ».

## Histoire
L'UCNH est historiquement le quatrième parti politique durable fondé dans la colonie, après le Nagriamel (néo-traditionaliste) dans les années 1960, le Parti national des Nouvelles-Hébrides (PNNH ; indépendantiste, anglophone et protestant) au début des années 1970, et le Mouvement autonomiste des Nouvelles-Hébrides (MANH ; pro-colonial et lié à la droite de Nouvelle-Calédonie) en 1973. L'UCNH est lancée en février 1974 à Port-Vila. Rassemblant principalement des francophones de confession catholique, à la fois des autochtones et des colons français, elle est fondée en réaction au PNNH qui est hostile à la langue française et à la France. Elle prône un développement économique, social et éducatif de la colonie en amont de toute mise sur le tapis de la question de l'indépendance. À sa fondation, elle se dote d'un président, Rémy Delaveuve, français, et d'un vice-président, Jean-Marie Léyé, autochtone. 
En novembre 1975 ont lieu les premières élections législatives de l'histoire de la colonie. Il y a vingt-neuf sièges à pourvoir ; l'UCNH présente dix-sept candidats. Le parti obtient dix sièges, dont l'ensemble des six sièges à pourvoir à Port-Vila. Le MANH, ancré sur l'île d'Espiritu Santo, n'obtient que deux sièges, tandis que les indépendantistes du PNNH ravissent la majorité absolue avec dix-sept sièges. En 1976, l'UCNH absorbe le Tabwemassana, parti francophone catholique de gauche fondé l'année précédente par un Français à Espiritu Santo.
Fort de sa victoire, le PNNH demande la tenue d'un référendum d'indépendance pour l'année 1976. L'UCNH y est hostile et la France refuse. En février 1977, toutefois, le congrès de l'UCNH adopte une résolution affirmant que la colonie peut et devrait atteindre une réelle autonomie politique interne avant la fin de l'année, une position qui démarque le parti du MANH. À la fin du congrès, l'UCNH forme une union politique avec d'autres partis francophones : L'UCNH, le Parti fren mélanésien, le parti Kapiel (petit parti autochtone de l'île de Tanna) et le mouvement millénariste John Frum (de Tanna également) s'unissent en une « Union tan »,. Le PNNH ayant décidé de boycotter l'Assemblée representative issue des élections de 1975, de nouvelles élections législatives se tiennent en novembre 1977. En l'absence des indépendantistes, les divers partis francophones, Union tan en tête, remportent largement le scrutin. Ils forment le premier gouvernement responsable des Nouvelles-Hébrides, où trois membres de l'Union (Vincent Boulekone, Gérard Leymang et Guy Prévot) sont ministres.
En février 1979, sous la direction de Jean-Marie Léyé, la quasi-totalité des partis dits « modérés » (c'est-à-dire les francophones opposés à une indépendance immédiate et qui placerait le pays sous la domination des anglophones) s'unissent en un Parti fédéral des Nouvelles-Hébrides. Celui-ci rassemble l'Union tan (donc l'UCNH, le PFM, le Kapiel et John Frum), le MANH, le Nagriamel et le parti Natatok Éfaté. S'accordant sur un programme commun, le PFNH milite pour un État fédéral, laïc et libéral, bilingue (français et anglais) où la propriété foncière serait régie par le droit coutumier ; il s'oppose ainsi à la volonté des indépendantistes anglophones d'un État unitaire, centralisé, dont la seule langue serait l'anglais. Les élections législatives de 1979 sont toutefois largement remportées par les indépendantistes anglophones (devenus le Vanua'aku Pati), et la colonie devient indépendante en 1980 sous une forme unitaire. En 1981, les partis modérés s'unissent en une Union des partis modérés.